# Col de Martimpré
Pour les articles homonymes, voir Martimprey.
Le col de Martimpré ([maʁtɛ̃pʁe] , en vosgien de la montagne [mwaːtɛ̃ːpʁɛ]) est un col routier du massif des Vosges situé à 797 m d'altitude.

## Géographie

### Situation
Le col est emprunté par le CD8 qui relie deux communes du département des Vosges, Anould (par le col du Plafond) et Gérardmer ou Xonrupt-Longemer. La route aboutit au saut des Cuves à la limite des deux communes limitrophes.
C'est un lieu de fort passage, particulièrement pour le tourisme. Le col fait la jonction entre la vallée du Neuné au nord et celle de la Vologne au sud. L'accès direct vers la Petite Meurthe à l'est se fait uniquement par route forestière par les chaumes à défaut de descendre le col de Martimpré pour remonter ensuite au col du Surceneux qui est le départ du défilé de Straiture.
Il sépare la forêt domaniale de Vologne au nord et la forêt domaniale de Gérardmer au sud, respectivement sur les deux versants est-ouest. Les deux sommets les plus proches en partant du col à pied sont la tête des Gazons (926 m) à l'ouest et la Béheuille (990 m) à l'est. En empruntant les routes forestières et vicinales des anciennes fermes ou granges isolées, le sommet culminant à l'ouest est la tête de Nayemont (965 m) et à l'est la Croix Hanzo (1 086 m). La montée de Gerbépal au col de Martimpré présente une déclivité faible car la route se trouve en réalité sur un replat sommital à partir du col du Plafond qui fait la jonction soit avec Anould soit avec Corcieux. Côté sud en revanche, le versant est légèrement plus raide et surtout rocailleux ; la route emprunte un vallon perpendiculaire à la vallée de la Vologne.
Depuis le col, plusieurs routes vicinales voire forestières autorisées à la circulation conduisent vers les anciennes chaumes où quelques fermes sont devenues des chalets ou des bâtiments à vocation hôtelière pendant que d'autres sont en ruines. Il s'agit des chaumes secondaires suivantes : la chaume de Nayemont (877 m), la Chaume (988 m), la Fonie (984 m), Derrière Nayemont (834 m). On peut y ajouter une ferme d'altitude du Pré Petitjean (924 m) accessible depuis le col en face du site du château des Martimprey et qui était à l'origine une grange avec son terrain dont l'érection fut accordée par lettre d'acensement du 13 septembre 1554 du duc de Lorraine à un Gérômois avec droit de pâturage.
À une distance inférieure à une heure de marche, le col donne accès à quelques curiosités naturelles ou historiques toutes situés au sud du col : le saut des Cuves, le pont des Fées, la Pierre Charlemagne, les Perles de la Vologne, les gorges des Roitelets, la basse de l'Ours et la roches des Bruyères.

### Hydrographie
Le secteur du col de Martimpré est une zone humide importante tant par les prairies à caractère marécageux ou tourbeux au niveau du col que par les sources et ruisseaux qui prennent leur source au niveau du col.
En direction de Gérardmer, seul le ruisseau de Martimpré ou ruisseau des Bâs alimente la haute Vologne après le saut des Cuves. Son affluent qui démarre sur le territoire communal de Gerbépal est le Narouël.
Sur le versant nord, deux ruisseaux affluents gauche du Neuné partent des pentes adjacentes au col pour ensuite former un coude vers le nord et descendre le vallon en direction de Gerbépal :
- le Lourdon ;
- le ruisseau de Lenvergoutte.

Trois étangs disposés en chapelet le long de la route du col côté ouest montre que le terrain est gorgé d'eau avec un sous-sol cristallin peu perméable.

## Histoire
Le lieu tire son nom de l'ancienne seigneurie de Martimprey[réf. nécessaire] qui appartenait à la famille du même nom et se situait sur l'actuel ban communal de Gerbépal délimité par le col du Plafond au nord et le col de Martimpré au sud. Située à l'extrémité sud-est de la prévôté de Bruyères dans le duché de Lorraine, elle faisait la jonction entre le doyenné de Corcieux et le ban de Gérardmer en franchissant la Vologne en bas du col par le pont des Fées. Martimpré se compose de trois écarts : Martimpré-le-Haut, Martimpré-le-Bas et Martimpré-la Plaine. Le château seigneurial se situait à Martimpré-le-Haut[réf. nécessaire] à droite de la route du col en venant de Gerbépal sur un replat où se trouve une ferme bâtie en 1835. Le seul vestige de l'ancien château est la chapelle castrale[réf. nécessaire], dédiée à sainte Anne et érigée en 1606. Le 23 novembre 1754, l'évêché de tutelle autorise les baptêmes dans la chapelle Sainte-Anne ; auparavant, les cérémonies de baptême, mariage et d'enterrement des seigneurs de Martimprey avaient lieu quelques kilomètres plus bas en l'église paroissiale de Gerbépal. Un pèlerinage s'y tient chaque année fin juillet. Un autel en pierres face à un étang sert pour les cérémonies à l'extérieur.

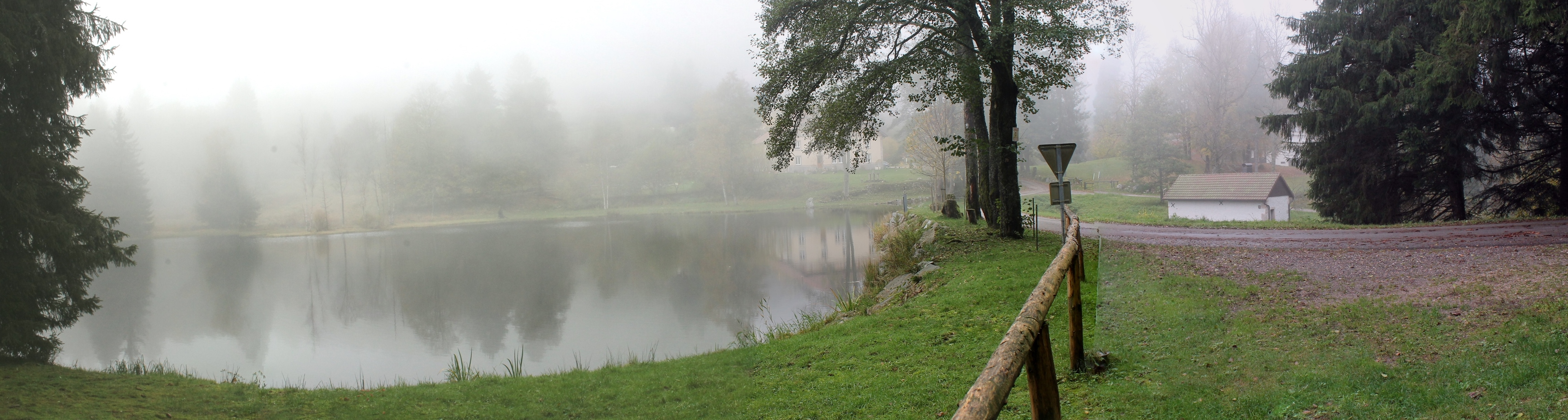
Site de l'ancien château des Martimprey[réf. nécessaire] en automne.
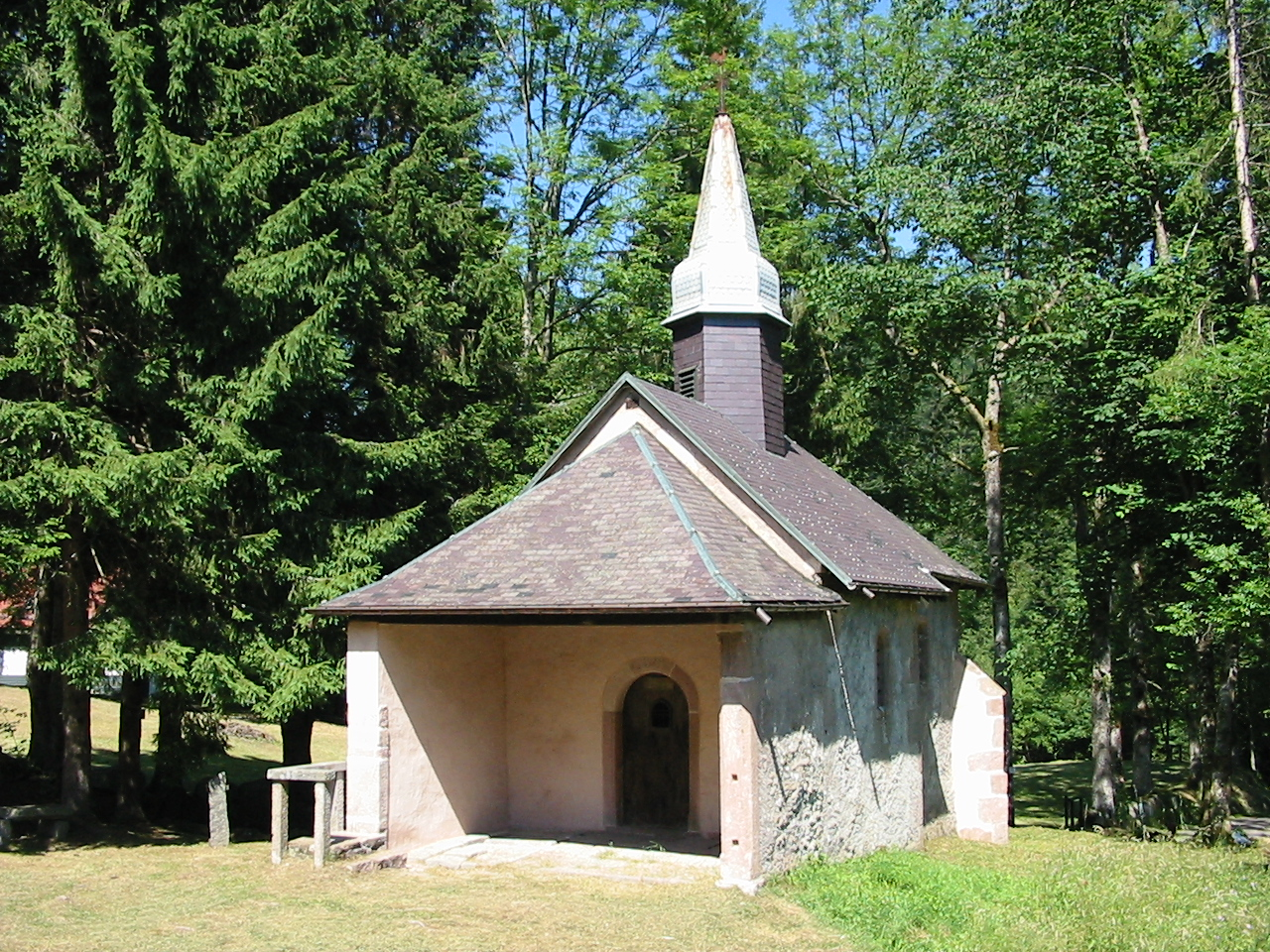
La chapelle Sainte-Anne de Martimpré.
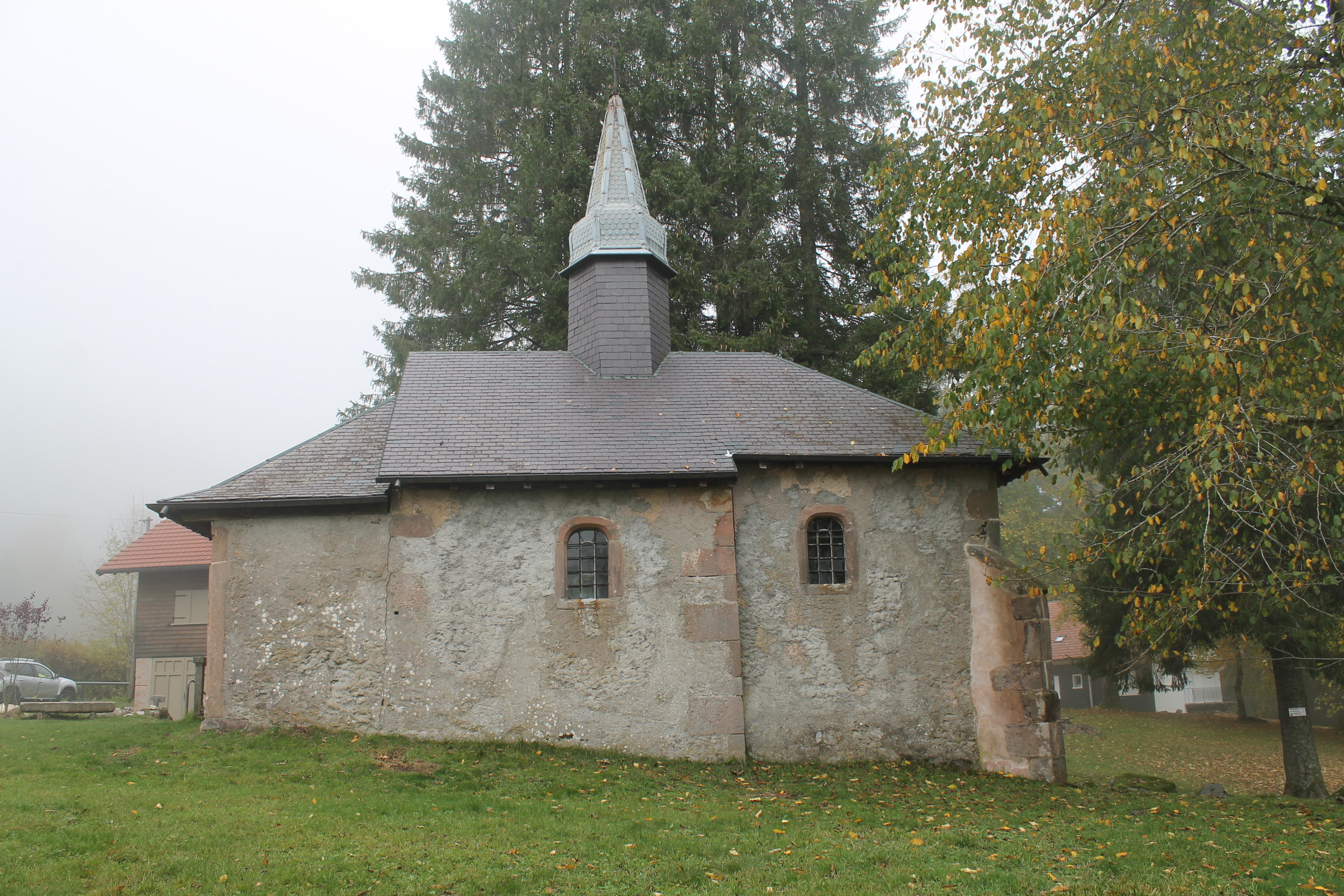
Chapelle Sainte-Anne de Martimpré.
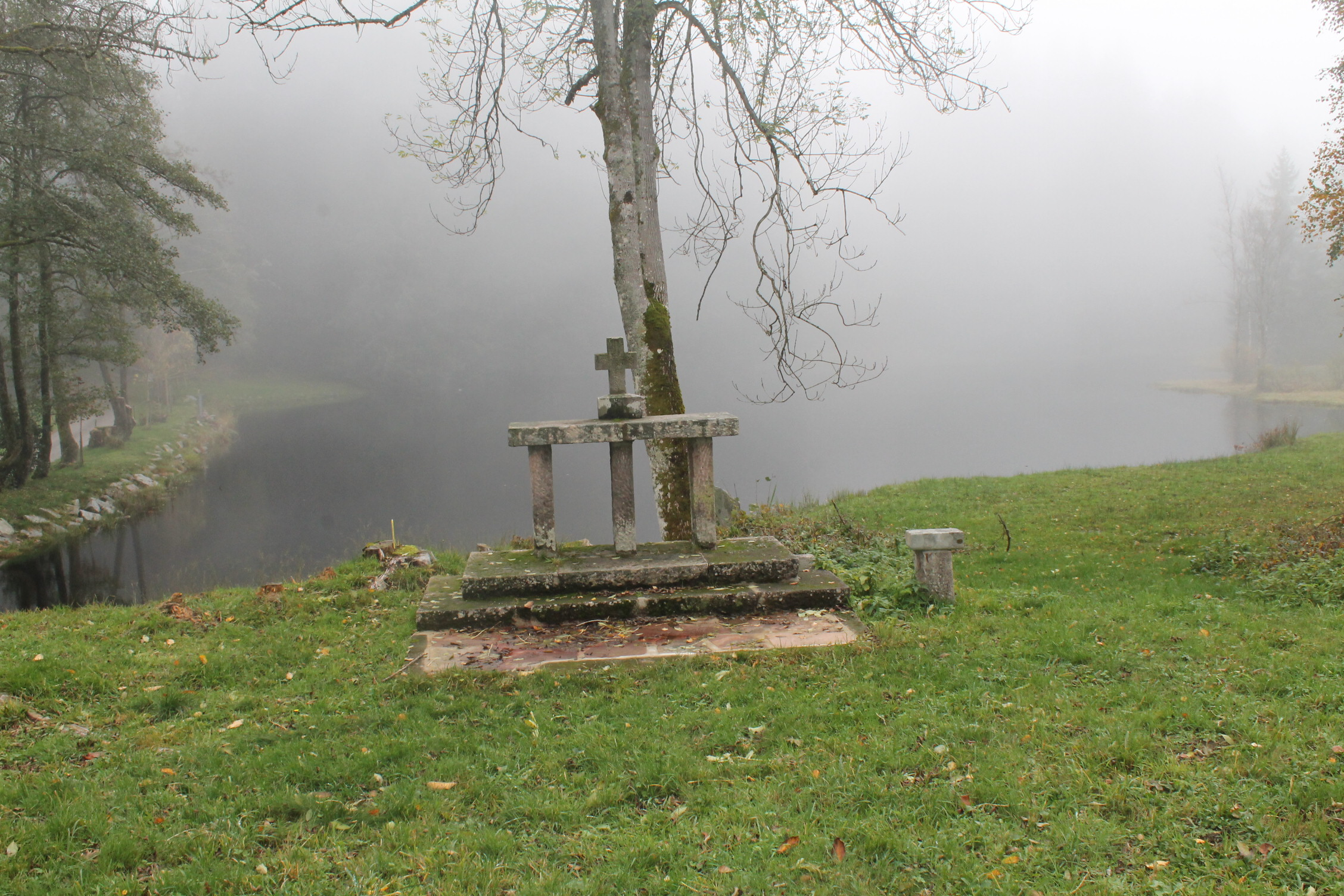
Autel extérieur de la Chapelle Sainte-Anne de Martimpré.
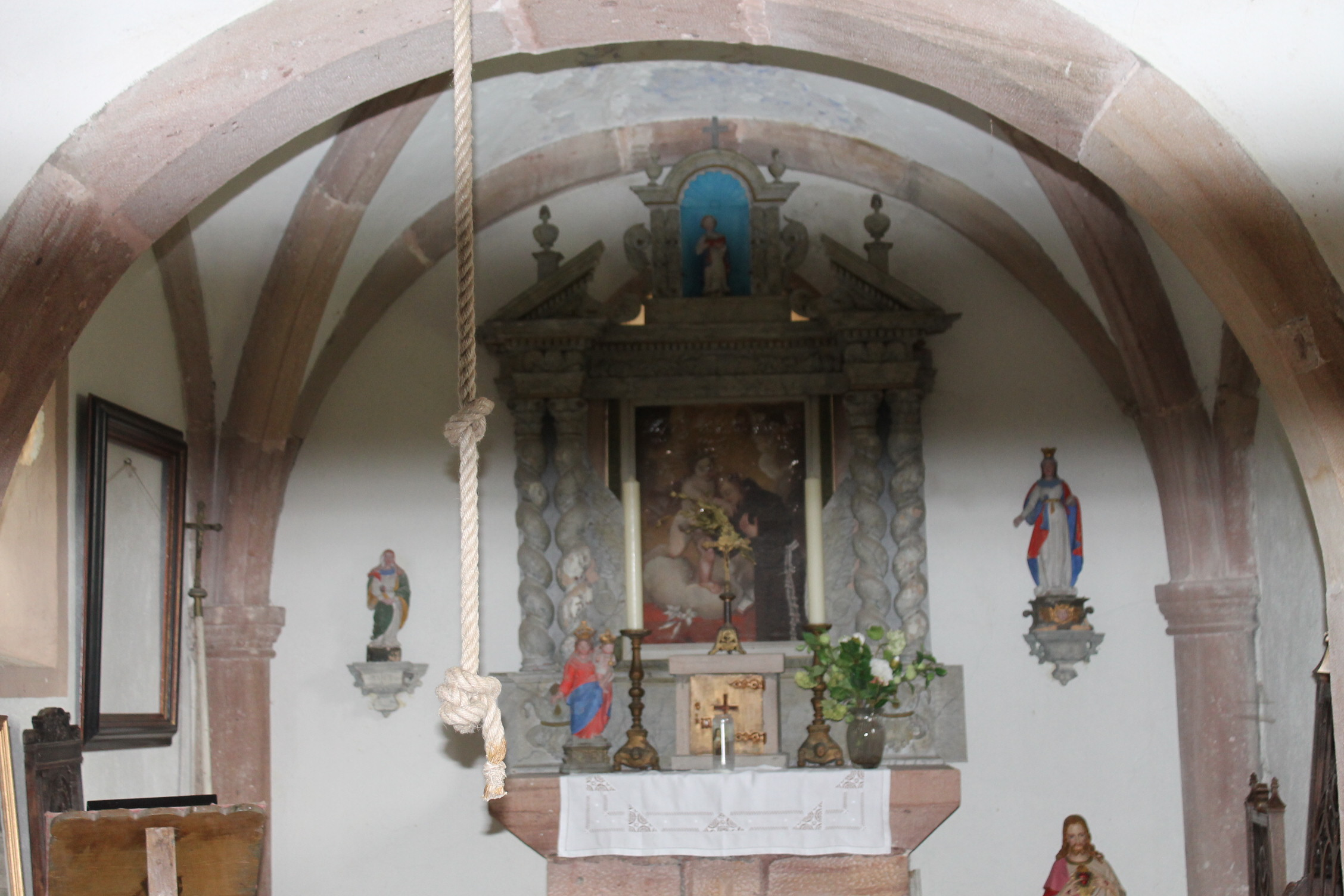
Maître-autel de Chapelle Sainte-Anne.
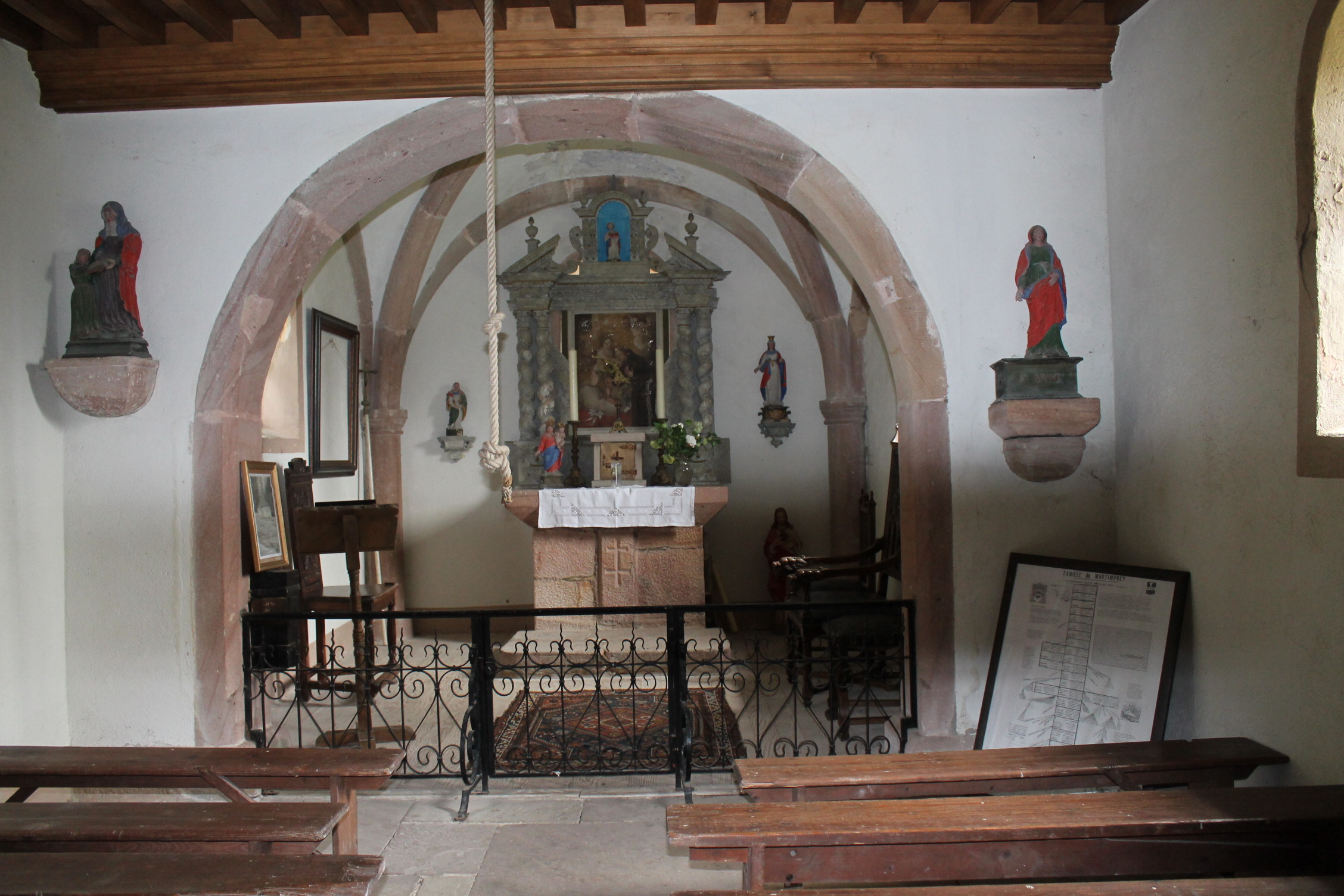
Intérieur de la chapelle Sainte-Anne.
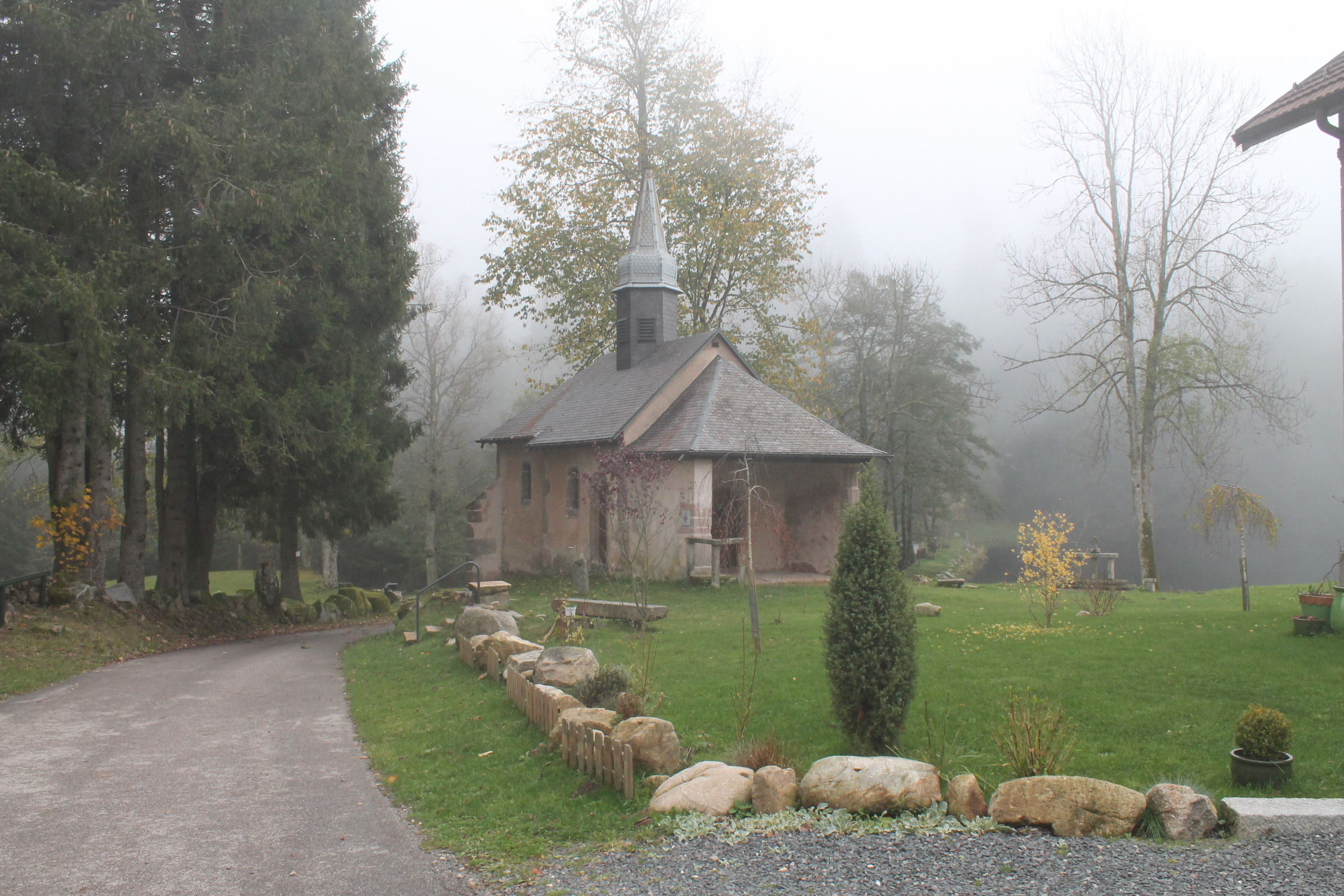
Autre perspective de la chapelle Sainte-Anne.
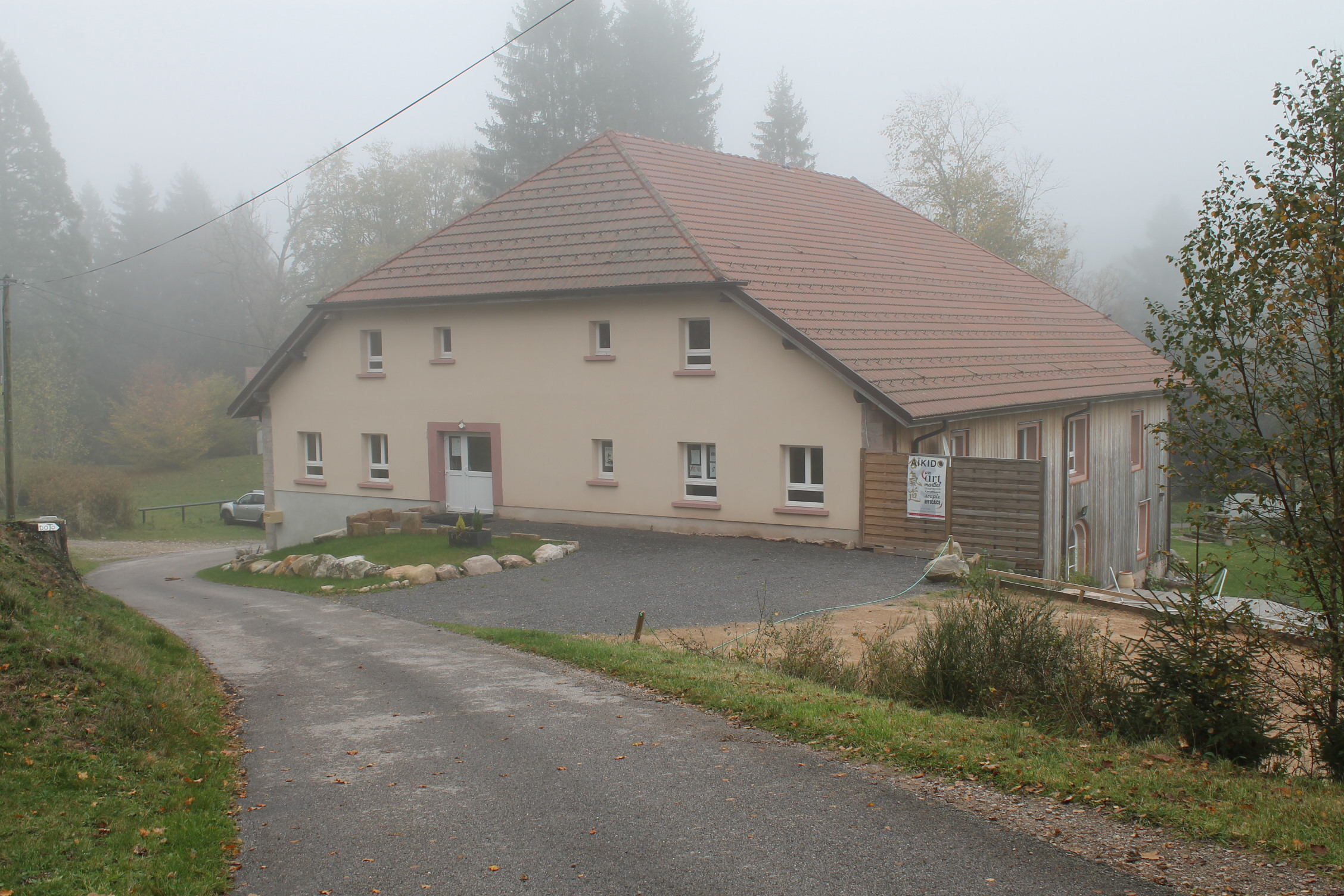
Ferme de 1835 reconvertie en dojo sur le site du château disparu.
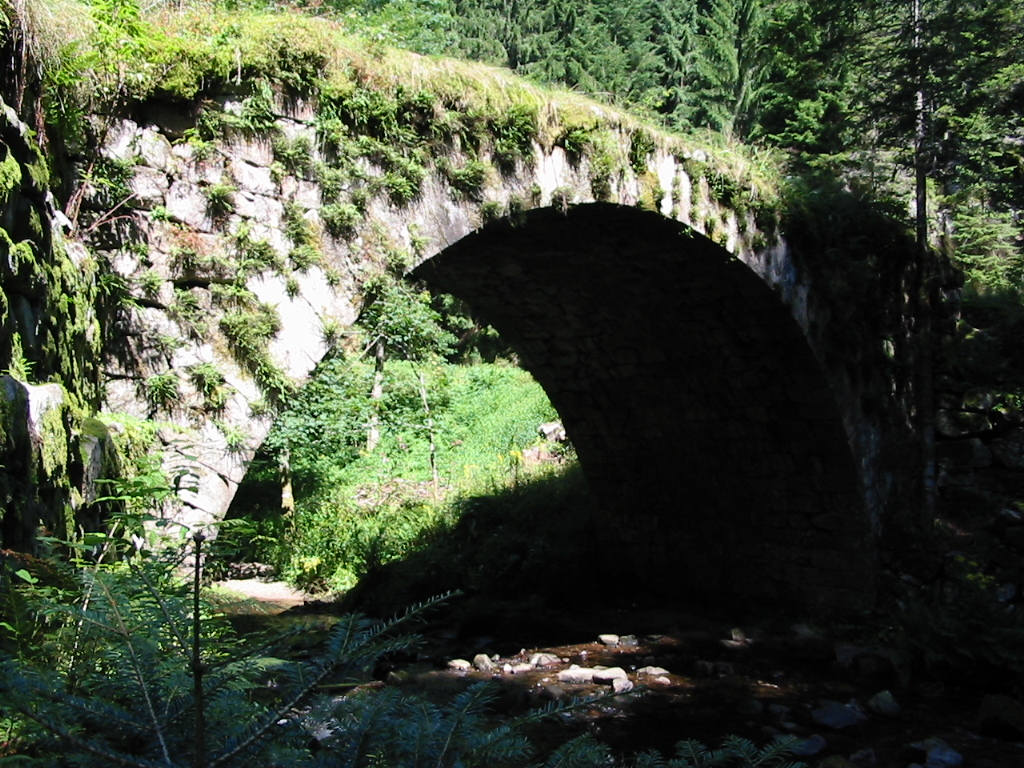
Pont des Fées sur la route de Martimpré à Gérardmer ou Xonrupt-Longemer.

## Activités

### Tourisme
Deux restaurants sont implantés au col de chaque côté de la route départementale. Le lieu est également prisé pour son décor naturel, avec deux étangs et une végétation de tourbière. Un des deux restaurants s'est diversifié en proposant des hébergement en chalets individuels regroupés autour de commodités de type sauna, spa et détente plein-air.
En empruntant une route forestière à droite du col on parvient à un centre de vacances ; sous l'impulsion du curé de Vigneulles en Meuse, l'association décide d’acquérir une ancienne ferme au col de Martimpré, rebaptisée « cottage Saint-Rémi », pour y organiser une colonie de vacances pour les enfants de la région. L'établissement organise aujourd'hui encore des colonies de vacances, des classes vertes ou des classes de neige pour les enfants âgés de 6 à 15 ans.
Le hameau de Martimpré-le-Haut dispose également de locations ou de maisons secondaires dans le style montagnard vosgien.

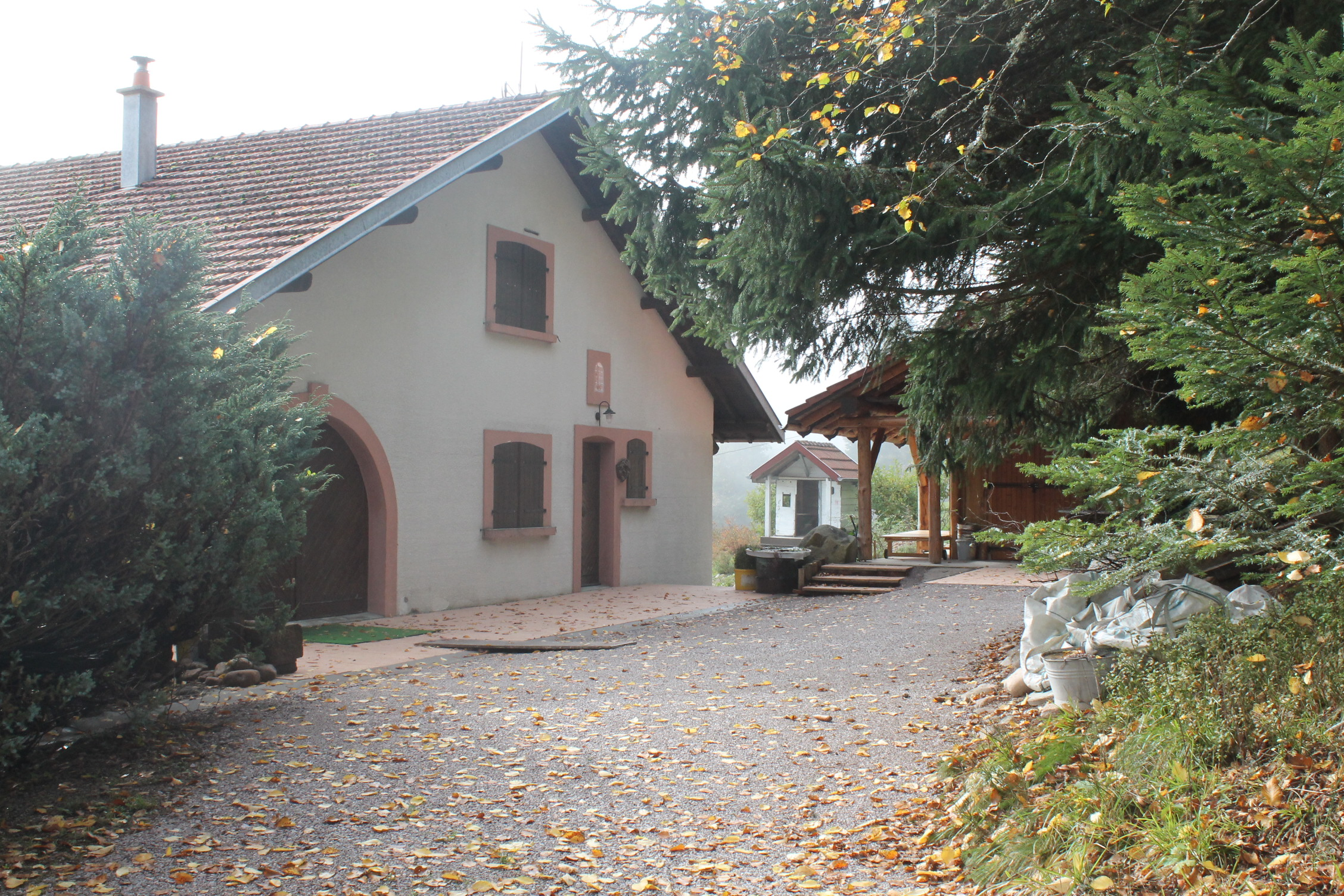
Maison de style local écart de Martimpré au col.
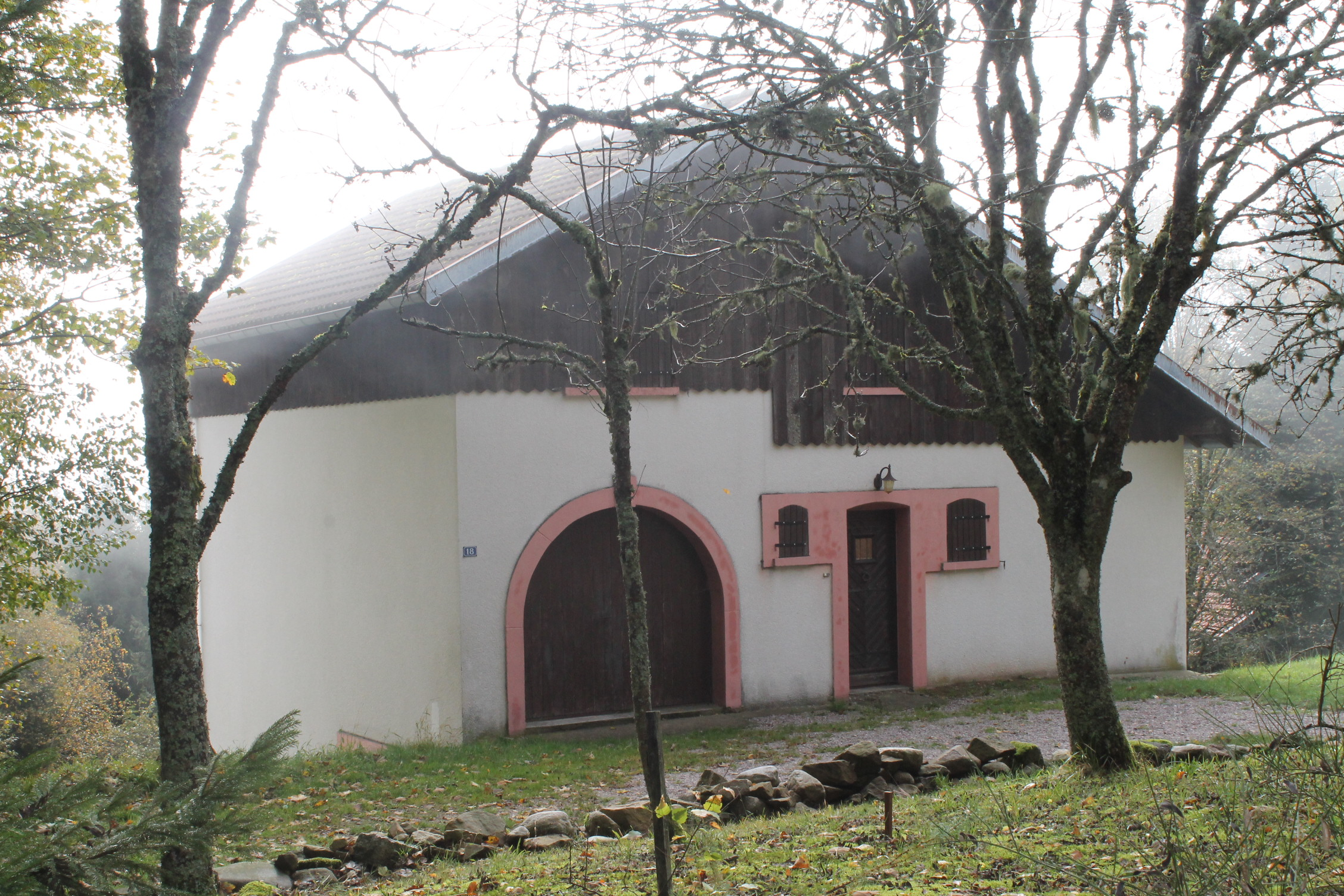
Maison de style local écart de Martimpré au col.
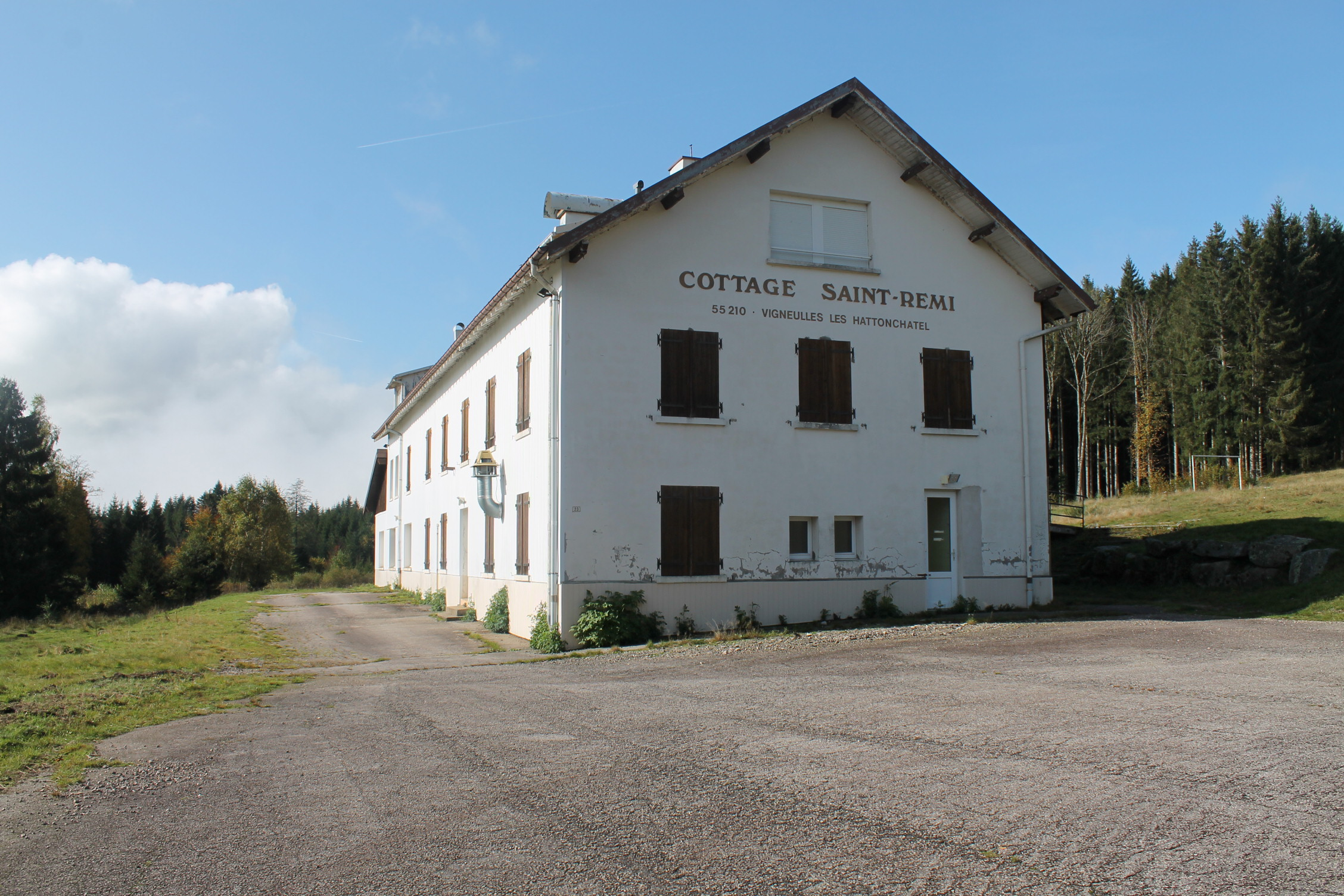
Pignon du centre de vacances Saint-Rémi.
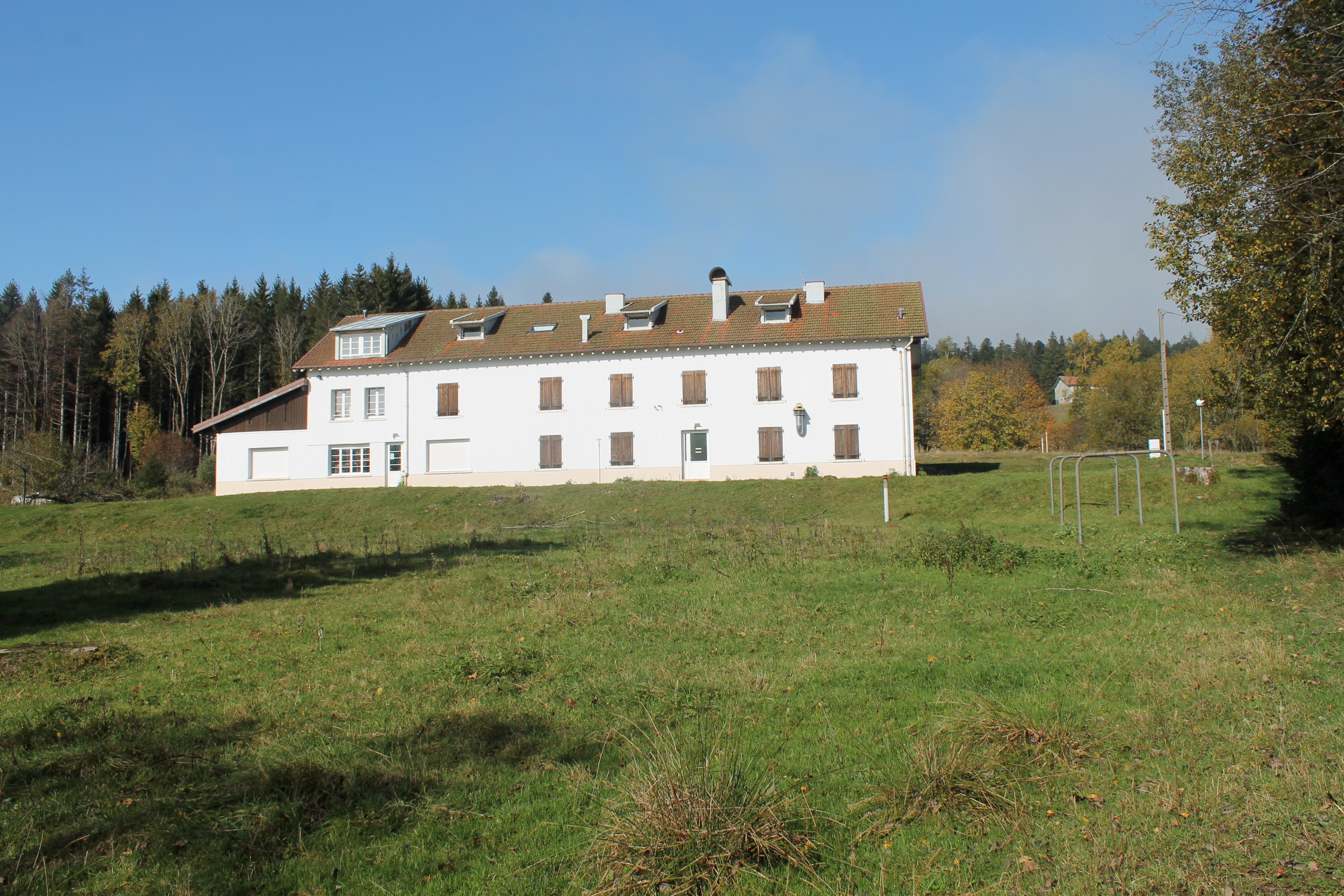
Ancienne ferme sur sa propriété devenue centre Saint-Rémi.

On peut aussi s'adonner à la pratique du paintball.

### Protection environnementale
Le conservatoire d’espaces naturels (CEN) de Lorraine de l’association de protection du patrimoine naturel lorrain a ajouté le col de Martimpré à ses 329 sites naturels à partir de 2018. Il est intégré à la liste des zones humides avec le no 523 secteur de Gerbépal pour une surface de 12,14 ha.